# 髙井吉明
髙井 吉明（たかい よしあき、1949年3月28日 - ） は、日本のエネルギー工学者。名古屋大学名誉教授。元豊田工業高等専門学校校長。文部科学大臣表彰科学技術賞受賞。

## 人物・経歴
岐阜県生まれ。1971年名古屋大学工学部電気工学科卒業。1976年名古屋大学大学院工学研究科博士課程修了、工学博士。1977年応用物理学会論文賞、電気学会論文賞受賞。1995年日本学術振興会超伝導エレクトロニクス第146委員会賞受賞。2007年文部科学大臣表彰科学技術賞受賞。2011年応用物理学会フェロー、電気学会上級会員、応用物理学会東海支部支部貢献賞受賞。名古屋大学大学院工学研究科教授を経て、2011年豊田工業高等専門学校校長。2016年二葉会会長。2024年11月瑞宝中綬章受章。